# 50 Cent
Кертис Џејмс Џексон III (енгл. Curtis James Jackson III; Њујорк, 6. јул 1975) познатији под сценским именом 50 Cent (транскрибовано као Фифти Сент), амерички је репер и глумац. Један је од најутицајнијих извођача реп музике, са великим бројем обожаватеља широм света. Постао је познат након издавању албума Get Rich or Die Tryin' 2003. и The Massacre 2005. године. Члан је америчке хип-хоп групе Џи јунит (енгл. G-Unit). Глумио је у филму План за бег, који је снимљен 2013. године, где главне улоге играју Силвестер Сталоне и Арнолд Шварценегер.

## Дискографија
- Get Rich or Die Tryin' (2003)
- The Massacre (2005)
- Curtis (2007)
- Before I Self Destruct (2009)
- Animal Ambition (2014)
- Street King Immortal (2014)

## Филмографија
- Дизање (2010) глумац
- Улице крви (2009) глумац
- Правично убиство (2008) глумац
- Дом храбрих (2006) (ТВ филм) глумац
- (Форбс Селебрити 100: Who Made Bank?) (2006) (ТВ филм) глумац
- Обогати се или умри покушавајући (2005) глумац